# Monsieur Vincent
Ksiądz Wincenty (fr. Monsieur Vincent) – francuski film biograficzny z 1947 roku w reżyserii Maurice'a Cloche'a, nagrodzony Oscarem dla najlepszego filmu nieanglojęzycznego. Film przedstawia kilka epizodów z życia św. Wincentego à Paulo.
W roku 1995, z okazji stulecia narodzin kina, film znalazł się na watykańskiej liście 45 filmów fabularnych, które propagują szczególne wartości religijne, moralne lub artystyczne.

## Obsada
- Pierre Fresnay – Wincenty a Paulo
- Aimé Clariond – kardynał Richelieu
- Jean Debucourt – Philippe-Emmanuel de Gondi, hrabia de Joigny
- Germaine Dermoz – królowa Anna Austriaczka
- Pierre Dux – kanclerz Pierre Séguier
- Lise Delamare – Françoise Marguerite de Silly, hrabina de Joigny
- Gabrielle Dorziat – pani Groussault
- Yvonne Gaudeau – Ludwika de Marillac
- Jean Carmet – ksiądz Pontail
- Michel Bouquet – chory na gruźlicę